# Accusations de trafic de drogue contre Augusto Pinochet
 (juin 2024).
La mise en forme du texte ne suit pas les recommandations de Wikipédia : il faut le « wikifier ».
Les points d'amélioration suivants sont les cas les plus fréquents. Le détail des points à revoir est peut-être précisé sur la page de discussion.
- Les titres sont pré-formatés par le logiciel. Ils ne sont ni en capitales, ni en gras.
- Le texte ne doit pas être écrit en capitales (les noms de famille non plus), ni en gras, ni en italique, ni en « petit »…
- Le gras n'est utilisé que pour surligner le titre de l'article dans l'introduction, une seule fois.
- L'italique est rarement utilisé : mots en langue étrangère, titres d'œuvres, noms de bateaux, etc.
- Les citations ne sont pas en italique mais en corps de texte normal. Elles sont entourées par des guillemets français : « et ».
- Les listes à puces sont à éviter, des paragraphes rédigés étant largement préférés. Les tableaux sont à réserver à la présentation de données structurées (résultats, etc.).
- Les appels de note de bas de page (petits chiffres en exposant, introduits par l'outil «  Source ») sont à placer entre la fin de phrase et le point final[comme ça].
- Les liens internes (vers d'autres articles de Wikipédia) sont à choisir avec parcimonie. Créez des liens vers des articles approfondissant le sujet. Les termes génériques sans rapport avec le sujet sont à éviter, ainsi que les répétitions de liens vers un même terme.
- Les liens externes sont à placer uniquement dans une section « Liens externes », à la fin de l'article. Ces liens sont à choisir avec parcimonie suivant les règles définies. Si un lien sert de source à l'article, son insertion dans le texte est à faire par les notes de bas de page.
- La présentation des références doit suivre les conventions bibliographiques. Il est recommandé d'utiliser les modèles {{Ouvrage}}, {{Chapitre}}, {{Article}}, {{Lien web}} et/ou {{Bibliographie}}. Le mode d'édition visuel peut mettre en forme automatiquement les références.
- Insérer une infobox (cadre d'informations à droite) n'est pas obligatoire pour parachever la mise en page.

Pour une aide détaillée, merci de consulter Aide:Wikification.
Si vous pensez que ces points ont été résolus, vous pouvez retirer ce bandeau et améliorer la mise en forme d'un autre article.
 (juin 2024).
Le contenu est difficilement compréhensible vu les erreurs de traduction, qui sont peut-être dues à l'utilisation d'un logiciel de traduction automatique.
Les accusations de trafic de drogue contre Augusto Pinochet s'appuient principalement sur des déclarations faites en juillet 2006 par l'ancien général Manuel Contreras, ancien associé de la police secrète Direction nationale du renseignement (DINA),,.

## Base journalistique
Contreras était basé sur les relations de Marco Antonio Pinochet Hiriart, fils aîné du général Pinochet, avec l'homme d'affaires de San Vicente de Tagua Tagua et le trafiquant de drogue, Edgardo Bathich et dans les déclarations enregistrées et écrites du plus grand trafiquant de drogue capturé au Chili, l'ancien marin, Iván Baramdyka. Contreras a affirmé aux médias que Pinochet avait utilisé le complexe chimique militaire basé sur le Talagante pour produire de la cocaïne. Il a également déclaré que son fils aîné Augusto Pinochet Hiriart en savait beaucoup sur ce trafic du gouvernement chilien à Los Angeles, aux États-Unis. Le responsable de la distribution des drogues produites par l'armée chilienne était « Monzer Al Kassar ».

## Modus operandipossible
Les expéditions de cocaïne partaient des Fábricas y Maestranzas del Army de Chile (FAMAE) à Santiago et ont été transportées dans des véhicules militaires jusqu'à l'aéroport de Pudahuel. Le médicament était destiné à l'Europe et se situe à un niveau intermédiaire, souvent l'aéroport de Port-au-Prince (Haïti) ou des Îles Canaries. L'un des avions utilisés pour les expéditions avait été "affrété" par une société britannique enregistrée sous le nom de Quinn Freight, et était le même que celui utilisé par Robert McFarlane et le Colonel Oliver North pour voyager en Iran pour négocier le plan Iran-Contra

« (...) assure dans son rapport que lorsque Gerardo Huber prit la direction du Complexe Chimique de l'Armée, au milieu des années 80, le chimiste de la Direction nationale du renseignement (DINA) Eugenio Berríos, avec un autre « cuisinier », étaient chargés de fabriquer de la cocaïne « noire » ou « russe ». « La formule pour le fabriquer consistait à mélanger l'alcaloïde avec le sulfate ferreux et d'autres sels minéraux pour l'aider à s'imprégner du pigment, de sorte qu'il adhère à différentes surfaces et manque du traditionnel odeur qui permet de le détecter. »

— La Nación
Saul Landau affirme que Manuel Contreras, directeur de la DINA, "a accordé une protection aux trafiquants de drogue, en recevant de leur part des paiements qui allaient à la DINA et au lobby anticastriste cubain", ce qui démontre que " relations et entreprises »Ils ont impliqué la dictature, les forces armées, à un niveau élevé. et services de sécurité. Une façon de « financer » les opérations étrangères de la DINA était le commerce clandestin de drogue et le trafic d'armes. (Dinges 1982)

## Cocaïne noire
Pour un article plus général, voir es:Cocaína negra.
La Direction nationale du renseignement (DINA), la police répressive de la dictature militaire, avait plusieurs programmes de guerre chimique, parmi lesquels l'Opération Andrea. Le responsable de la création de ces armes et substances chimiques était le biochimiste Eugenio Berríos. Sa thèse de premier cycle portait sur les alcaloïdes tels que Boldine. Parmi ses projets, selon Manuel Contreras, figurait la création d'une cocaïne noire. Cela empêcherait la détection par les chiens.
La cocaïne noire, également connue sous le nom de « cocaïne noire », est un mélange régulier de cocaïne base ou de chlorhydrate de cocaïne avec diverses autres substances. Ces autres substances sont ajoutées à:
- camoufler l'apparence typique (pigments et colorants, par exemple charbon de bois)
- interférer avec les tests de dépistage de drogues basés sur la couleur (mélanger des thiocyanates et des sels de fer ou des sels de cobalt qui forment des complexes rouge foncé en solution),
- rendre le mélange indétectable auprès des chiens qui reniflent des médicaments (le charbon actif peut absorber les traces d'odeurs).

## Enquêtes d'Iván Baramdyka
Pour un article plus général, voir Iván Baramdyka.
En 1984, le scandale Iran-Contra s'est produit aux États-Unis et dans leur zone d'influence, (Webb 1998, p. 548) au cours duquel des armes ont été triangulées pour des drogues du cartel de Medellín, tout cela avec la permission du gouvernement des États-Unis, comme en a fait l'enquête le Rapport Kerry.L'un des acteurs mineurs de cette Le scandale a été celui de l'ancien marine Iván Baramdyka qui a également fait des « travaux » tout seul, qui ont été détectés par la Drug Enforcement Administration (DEA) et a dû fuir son pays avec sa femme chilienne pour se rendre au Chili. Baramdyka a été détecté au Chili et son extradition a été demandée. Il a donc eu recours à une astuce légale pour rester plus longtemps dans le pays. À cette époque, il enregistrait des aveux et écrivit un livre autobiographique « Mémoires d'un narco » qu'il distribuait aux cadres intermédiaires intéressés. L'un d'eux était l'ancien général Manuel Contreras. Dans ses récits, Baramdyka donne un compte rendu détaillé du trafic de drogue réalisé par l'armée chilienne entre 1986 et 1987 en Europe, au cours duquel au moins 20 tonnes de cocaïne ont été importées sur ce continent. Selon ses récits, Baramdyka a intégré les activités du Centre National d'Information à Madrid, déplaçant le centre européen de distribution de cocaïne chilina de Stockholm. À tout moment, il a bénéficié des « conseils » des autorités chiliennes. En 1986 (mars/juin/octobre) et 1987 (mars/juin), elle prévoyait « de nombreux vols en provenance du Chili avec des expéditions de cocaïne d'un poids total de 12 tonnes déguisées en expéditions de bombes à fragmentation vers l'Iran et l'Irak » et a commencé pendant la dictature de Pinochet.
Début 2009 et après quinze années de travail, l'historien américain Paul Gootenberg présentait « Andean Cocaine : The Making of a Global Drug », une étude approfondie qui recentrait les débats sur l'histoire et l'efficacité des régimes de prohibition des drogues. le produit d'exportation le plus réussi et le plus controversé du continent : la cocaïne. Parmi les résultats de la recherche, dont la traduction en espagnol est en cours, il faut souligner le rôle important du Chili dans la configuration des réseaux qui ont fait de cet alcaloïde un phénomène mondial
Après le coup d’État de septembre, tout a changé. Un responsable influent de la DEA (Drug Enforcement Administration) s'est directement adressé à Pinochet pour le convaincre qu'une campagne antidrogue efficace lui gagnerait les faveurs des États-Unis (Pinochet était déjà confronté à des problèmes à l'étranger en raison de problèmes de droits de l'homme) et, incidemment, cela l'empêcherait les groupes de gauche d’utiliser les bénéfices du trafic pour financer des activités subversives. Utilisant sa puissance militaire, Pinochet a agi rapidement et efficacement. Luis Fontaine, son nouveau chef des stupéfiants des Carabineros, a emprisonné ou expulsé les 19 plus importants trafiquants chiliens. Certains ont été jugés aux États-Unis et d'autres ont fui vers l'Argentine.(Gootenberg 2009)
Le 30 juillet 2015, le média numérique chilien El Mostrador a réalisé un reportage intitulé "El Mamo et la cocaïne de Pinochet". Il analyse les différents aspects des plaintes.

## Demandes de déclassication des fichiers
En 2016 et en réponse à une demande de la North American Transparency Act, la Drug Enforcement Administration (DEA) reconnait avoir en sa possession près de 3 mille pages de dossiers qui associent Pinochet au trafic de drogue, mais il n'a pu révéler qu'une seule page des rapports dont il dispose. Le média numérique chilien El Ciudadano a déjà fait appel au ministère américain de la Justice.
Selon la source, la DEA "a reconnu qu'elle détenait les documents en sa possession, mais qu'elle n'était en mesure de divulguer qu'une seule page des rapports dont elle dispose", c'est pourquoi El Ciudadano a fait appel de cette décision auprès du ministère de la Justice des États-Unis.

## Réactions
Augusto Pinochet a publiquement nié les déclarations de Contreras. Marco Antonio Pinochet, impliqué etDans les accusations et porte-parole de sa famille, il traitait Contreras de « menteur » et de « canaille ». Fidel Reyes, l'avocat de Contreras, a réaffirmé les accusations au nom de son client, affirmant qu'ils disposaient de preuves pour le prouver.(cr)

## Culture populaire
Le trafic de drogue de Pinochet apparaît dans la série Narcos sur Netflix.
L'artiste et MC chilien Inkognito détaille les actions des Pinochets dans sa chanson "Fuma", chanson numéro 23 de son album "Pinganillas, Vol. 2".